# Alvania bicingulata
Alvania bicingulata is een slakkensoort uit de familie van de Rissoidae. De wetenschappelijke naam van de soort is voor het eerst geldig gepubliceerd in 1903 door Seguenza L..